# Udo-Lindenberg-Stiftung

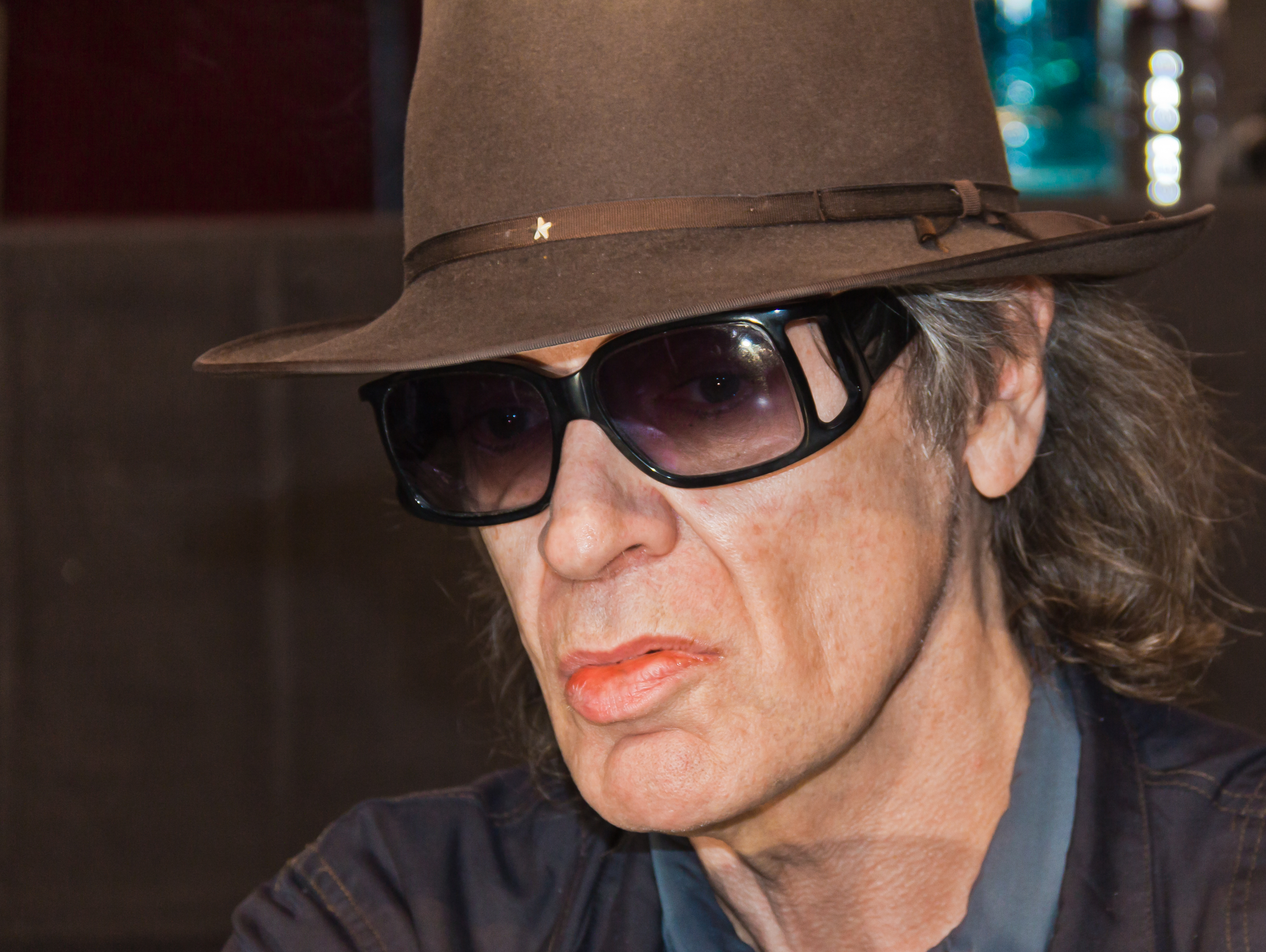
Udo Lindenberg, Foto von 2014

Die Udo-Lindenberg-Stiftung – Eigenschreibweise: Udo Lindenberg-Stiftung, Abkürzung: ULS – unterstützt nationale und internationale kulturpolitische Aktivitäten sowie humanitäre und soziale Projekte in Afrika und in Deutschland. Gründer ist der deutsche Rockmusiker Udo Lindenberg.

## Die Stiftung
Am 10. Dezember 2006 gründete Udo Lindenberg eine kulturpolitische Stiftung in Calw, der Geburtsstadt von Hermann Hesse. Die Stiftung will Leben und Werk des Dichters mit moderner Musik verbinden. Sie fördert junge Texter und Musiker durch Wettbewerbe, um „neue Wege gegen das Mitmarschieren in der Masse zu suchen, provokant zu schreiben und sich nicht anzupassen an den Superstar-Schrott“, so Lindenberg. Die ULS will nach eigener Aussage „nationale und internationale kulturpolitische Aktivitäten unterstützen und durch humanitäre und soziale Projekte den Schwächeren auf der Welt zur Seite stehen“.

## Aktivitäten
Schwerpunkte der ULS-Aktivitäten sind das Hermann-Hesse-Festival und der Panikpreis-Wettbewerb, die regelmäßig stattfinden. Hinzu kommen soziale und humanitäre Projekte in Afrika.
2008 beteiligte sich die ULS in Tansania am Bau der Schule und Ausbildungsstätte Happy Watoto Home & Schools für 300 Lernende, initiiert vom Verein Good Hope aus Bielefeld. Ab 2010 unterstützte die ULS für zwei Jahre die Stiftung Hope Cape Town in Südafrika beim Kampf gegen AIDS und finanzierte in Kapstadt die Ausbildung von fünf Gesundheitsarbeitern.
Nächster Schwerpunkt der ULS wurde Kenia, wo die Stiftung bis heute (2019) aktiv ist. In Bombolulu, einem Stadtteil von Mombasa, in dem überwiegend ärmere Menschen leben, engagiert sich die ULS gemeinsam mit der Stiftung Water is Right dafür, mit dezentralen Projekten dem Wassermangel entgegenzuwirken, Ressourcen besser zu nutzen und Wasser für jeden bezahlbar zu machen. So wurde 2014 eine Waterbox errichtet, um das aus einem Bohrloch gewonnene Wasser zu Trinkwasser aufzubereiten. Auch wird den drei besten Schülern einer Schule mit 1.300 Lernenden von der Udo-Lindenberg-Stiftung der Besuch einer weiterführenden Schule bezahlt.
Die ULS unterstützt in Kenia das Ausbildungs- und Schulzentrum Watoto wa Kenya, St. Joseph House of Hope nahe Mtwapa mit Kindertagesstätte, Kindergarten, Vor- und Grundschule, Sekundarschule sowie mehreren Ausbildungsstätten und die New White House Academy in Voi, in der Schüler und Lehrer wie in einer Familie zusammenleben. Bis Anfang 2018 unterstützte die Stiftung fünf jugendliche Auszubildende aus Kenia auf ihrem Berufsweg zum Automechaniker mit Hilfe von Porsche: Jeweils zwei Jungen in den Porsche-Zentren in Dubai und Bahrain, und eine Jugendliche beim Porsche-Händler in Nairobi. Alle fünf erlangten das Bronze-Zertifikat für die abgeschlossene Berufsausbildung und wurden von ihren Ausbildungsunternehmen übernommen.
Mit dem Projekt Hinterm Horizont macht Schule engagierte sich die Udo-Lindenberg-Stiftung sozialpädagogisch in Leipzig an zwei Mittelschulen 2012 und 2013 sowie 2015 in Greifswald und 2017 in Quedlinburg.

## Panikpreis
Der Band-Wettbewerb „Panikpreis“ ist ein alle zwei bis drei Jahre von der Stiftung ausgeschriebener und abgehaltener Songwriting-Wettbewerb und Musikpreis. Er wurde von 2008 bis 2016 im Abstand von zwei Jahren verliehen, seither meistens im Drei-Jahres-Rhythmus. Dabei geht es um originelle deutsche Songtexte, um Hesses Dichtkunst und um Lindenbergs Paniklyrik. Auch richtet die Stiftung das Hermann-Hesse-Festival aus, wo die Panikpreis-Gewinnerband, Lindenberg mit Panikband sowie andere Künstler zu Ehren des Dichters musizieren.
Für die Bewerbung sind drei komplett oder überwiegend deutschsprachige Lieder an die Stiftung zu senden, die sich „an den Werken von Lindenberg und Hesse, die beide stets ihren eigenen Weg jenseits aller Konventionen gegangen sind“, orientieren, heißt es auf der ULS-Internetseite: „Musikalische Einschränkungen gibt es nicht, alle Stilrichtungen sind erlaubt.“

### Preise und Preisträger 2008 bis 2016
- 1. Panikpreis: 3.000 Euro und ein Auftritt beim Hermann-Hesse-Festival in Calw, gemeinsam mit Udo Lindenberg & seinem Panikorchester
- 2. Panikpreis: 2.000 Euro und ein Panikkurs bei Udo Lindenberg in Hamburg
- 3. Panikpreis: 1.000 Euro und ein Coaching an der Popakademie Baden-Württemberg in Mannheim
- Hermann-Hesse-Sonderpreis der Sparkasse Pforzheim Calw in Höhe von 750 Euro für die beste Hermann-Hesse-Vertonung

Preisträger 2008 bis 2016
| 2008 - 1. Angela’s Park. - 2. Musa (Band) - 3. Nele (Band aus Rheine) | 2010 - 1. Kowsky (Band) - 2. Neo Kaliske - 3. Johanna Zeul - Hermann-Hesse-Sonderpreis: Milene Weigert | 2012 - 1. Nicolas Sturm - 2. Turbine Weststadt - 3. MisterME |

| 2014 - 1. Ibrahim Lässing - 2. Deine Cousine - 3. Kapelle Herrenweide - Hermann-Hesse-Sonderpreis: Stephanie Hill | 2016 - 1. Planetarium - 2. Sarah Lesch - 3. Kraus - Hermann-Hesse-Sonderpreis: Me&La Vie |

### Preise und Preisträger seit 2019
Für den Panikpreis sind Bewerbungen bis Mai oder Juni online möglich. Die drei Gewinner-Bands des Finales im Juli erhalten als Prämie jeweils 5.000 Euro inklusive eines gemeinsamen Auftritts mit Udo Lindenberg beim Hermann-Hesse-Festival in Hirsau, die viert- bis sechstplatzierten jeweils 2.500 Euro. Den Hermann-Hesse-Sonderpreis verleiht die Sparkasse Pforzheim Calw in Höhe von 1.000 Euro.
Preisträger ab 2019
| 2019 - 1. 2ersitz - 2. Sebel - 3. Fee | 2021 - Musikpreise: MOLA, VON WELT und Ronja Maltzahn - Hermann-Hesse-Sonderpreis: Anna-Janina & Jascha | 2024 - Musikpreise: - 1. Tyna Musik - 2. Grell Band - 3. EALA - Hermann-Hesse-Sonderpreis: |

## Organisation
Die Geschäftsführung liegt bei der Sparkasse Pforzheim Calw und wird von Katrin Zauner verantwortet.
Seit 2009 ist Arno Köster bei der Udo-Lindenberg-Stiftung für Öffentlichkeitsarbeit sowie Fundraising zuständig und organisiert die Panikpreis-Wettbewerbe. Lindenbergs Lebensgefährtin Tine Acke engagiert sich ebenfalls für die Stiftung.
Zum Kuratorium der ULS gehören Udo Lindenberg (Stifter und Erster Vorsitzender), Stephan Scholl (Stellvertretender Vorsitzender), Udo Dahmen, Erwin Geisler, Dieter Haag, André Klotzsche, Arno Köster, Inge Lindenberg, Rüdiger Ludwig, Hans Neuweiler und Herbert Schnierle-Lutz (Stand: Januar 2019). Ehrenkuratoriumsmitglied ist Jürgen Teufel – mit dem damaligen Vorstandsvorsitzenden der Sparkasse Pforzheim Calw verwirklichte Udo Lindenberg 2005 und 2006 die Idee zur Gründung seiner Stiftung.

## Varia
- Für eine Stiftungsgründung hielt Sparkassen-Direktor Jürgen Teufel nach Lindenbergs Erinnerung im Jahr 2005 einen Mindestbetrag von 500.000 Euro für angemessen. Teufel bot Lindenberg damals an, diese Summe bei seiner Sparkasse aufzutreiben, falls dieser im Gegenzug bereit wäre, für 95 Jahre die Hälfte seiner GEMA-Rechte an seine Sparkasse abzutreten.[19] Offen bleibt im Buch, ob Lindenberg bei Vertragsabschluss im Jahr 2006 Teufels Angebot annahm oder ablehnte.